# Communs (Colombie)
Communs (espagnol : Partido Comunes), anciennement Force alternative révolutionnaire commune (espagnol : Fuerza Alternativa Revolucionaria del Común, FARC), est un parti politique colombien fondé en 2017 par l'ex-guérilla des Forces armées révolutionnaires de Colombie (FARC).

## Histoire

### Antécédents
Le 18 octobre 2012, à Oslo, des délégués des FARC et du gouvernement donnent une conférence de presse commune marquant le début de négociations qui ont lieu dans un premier temps dans la capitale norvégienne, puis par la suite à La Havane, avec comme pays garants du processus la Norvège et Cuba. Ces pourparlers qui, sur refus du gouvernement, se tiennent sans mise en place d'un cessez-le-feu sur le terrain, ont pour objectif de permettre la fin du conflit armé. Un accord complet est finalement trouvé le 24 août 2016, dont la ratification est soumise au peuple le 2 octobre suivant par référendum. Mais, à cette occasion, la majorité des votants (50,21 %) s'exprime contre « la paix avec la guérilla des FARC ». Le 12 novembre 2016, à la suite d'un « dialogue national » notamment avec les partisans du non, le gouvernement colombien et les FARC signent un nouvel accord de paix à La Havane. Ainsi, selon un communiqué, « le texte prend en compte les précisions et les propositions suggérées par les secteurs les plus divers de la société ». Malgré l'opposition, le nouvel accord de paix est signé le 24 novembre 2016, au théâtre Cristóbal Colón de Bogota, entre le gouvernement et les FARC.

### Création
À partir du 27 août 2017, quelque 1 200 ex-guérillos des Forces armées révolutionnaires de Colombie (FARC) se réunissent en congrès pour préparer leur entrée en politique et définir le nom, les statuts et les candidats du nouveau parti pour les élections de 2018, à savoir les législatives en mars et la présidentielle en mai. Le congrès a lieu au Centro de Convenciones Gonzalo Jiménez de Quesada de Bogota. Le 31 août, l'ex-guérilla choisit son nouveau nom qui symbolise sa reconversion en parti politique légal. Elle décide de n'abandonner ni son acronyme ni son identité révolutionnaire. En effet, la décision de conserver l'acronyme FARC, sous la nouvelle signification Fuerza Alternativa Revolucionaria del Común (Force alternative révolutionnaire commune), a été votée par 628 délégués contre 264 en faveur de Nueva Colombia (Nouvelle Colombie). Les délégués les plus attachés à leur identité révolutionnaire passée, menés par Iván Márquez l'emportent ainsi sur les partisans d'une refondation radicale, comme Rodrigo Londoño. Cependant, le débat a été vif, plusieurs participants s'inquiétant des inconvénients à conserver le sigle FARC, compte tenu de l'image de la guérilla auprès du public. Par ailleurs, lors d'un sondage préalable lancé par Londoño sur Twitter, la proposition Nueva Colombia l'avait emporté avec 36 % des 10 387 votes. Selon le sociologue et anthropologue Fabián Sanabria, « ils gardent le même sigle parce qu'ils veulent conserver leurs bastions paysans », mais « c'est consternant » car « les gens attendaient autre chose, (…) cela ne va pas les rapprocher des classes moyennes, ni de la population urbaine ».
De plus, lors du congrès, la FARC choisit son emblème : une rose rouge ornée d'une étoile en son centre, au-dessus du sigle FARC inscrit en lettres vertes. Mais, le logotype est sujet à polémique, une clinique colombienne d'Envigado revendiquant cette même image de fleur. Les Farc se défendent alors, en expliquant avoir pris ce logo auprès de la banque d'images Shutterstock, après s'être acquittées des droits. Le nouveau parti politique « révolutionnaire » est présenté publiquement le 1er septembre 2017 sur la place Bolívar de Bogota par Londoño qui déclare à cette occasion : « Nous laissons les armes pour faire de la politique par des voies pacifiques et légales, nous voulons construire avec vous tous et toutes un pays différent ».
Durant le congrès fondateur de la FARC, il est décidé que les chefs de l'ex-guérilla restent en place, à savoir les 71 membres de l'ancien état-major et Rodrigo Londoño qui est maintenu comme chef suprême. De plus, la direction nationale du mouvement, qui sera un organe de décision à caractère collectif, est élargie afin d'intégrer des représentants du parti communiste clandestin et de communautés ethniques. Parmi les 111 personnes élues pour la première fois à la suite d'un vote démocratique, on dénombre 26 femmes et 10 civils. C'est Iván Márquez qui remporte le plus de voix (888), devant Pablo Catatumbo (es) (866) et Jesús Santrich (835). La femme remportant le plus de suffrages lors de ce congrès est Criselda Lobo Silva, la veuve de Manuel Marulanda Vélez, avec 802 voix.

### Un nouveau nom de parti
Le parti change de nom à l'issue de son second congrès, le 24 janvier 2021, afin de rompre avec l'image combattante à laquelle l'acronyme renvoie. Il se nomme désormais Comunes, le parti des communs. Ce nom fait référence à l'histoire colombienne de la révolte des Comuneros contre la couronne espagnole en 1781, aux biens communs ou encore aux « gens du commun ». Au-delà de la symbolique, ce changement reflète les difficultés rencontrées par les ex-guerilleros, telles que les violences auxquelles ils sont exposés, depuis la signature de l'accord de paix.

## Résultats électoraux
La FARC annonce le 1er novembre 2017 ses candidats aux principaux postes à pourvoir lors des élections générales de 2018. Rodrigo Londoño sera candidat à la présidence de la République sur un ticket avec Imelda Daza, membre de l'organisation Voces de paz. La tête de liste pour le Sénat sera Iván Márquez (Luciano Marín selon son nom d'état-civil). Sur la liste sénatoriale, on trouve également Pablo Catatumbo (es) (Jorge Torres Victoria), Carlos Antonio Lozada (es) (Julián Gallo Cubillos), Victoria Sandino (Judith Simanca Herrera) et Sandra Ramírez (Criselda Lobo Silva), veuve de Manuel Marulanda Vélez. Les candidats à l'Assemblée incluent Olmedo Ruiz (Omar de Jesús Restrepo Correa), Jesús Santrich (es) (Seusis Pausias Hernández Solarte), Jairo Quintero (Reinaldo Cala Suárez), Marco León Calarcá (Luis Alberto Albán Burbano) et Byron Yepes (Jairo González Mora). Ces candidatures n'auront une valeur légale que lorsque le cadre législatif relatif au chapitre des accords de La Havane portant sur la justice et sur la participation politique aura été précisé.
Outre la défense de l’accord de paix, leur programme met l’accent sur la lutte contre la corruption et les inégalités, ou encore une réforme du système de santé et des retraites, voulant défendre les plus défavorisés. Parmi les mesures proposées figurent la gratuité des études universitaires, une meilleure assurance maladie (financée par des impôts pour les plus riches), la construction de routes et de lignes électriques dans les campagnes, ainsi que le financement de la recherche scientifique.
La FARC est exposée à la répression des groupes paramilitaires. Au 25 juin 2018, 63 anciens combattants ont été assassinés depuis la transition de la guérilla en parti politique. Rodrigo Londoño est par ailleurs contraint d’interrompre sa campagne en raison des violences lors de ses déplacements, que son parti attribue à des agitateurs proches de l’ex-président Álvaro Uribe. Il retire par la suite sa candidature, laquelle était essentiellement symbolique et visait à montrer à l'opinion publique le 'nouveau visage' des FARC, alors qu'il recueillait selon les sondages 2 % des intentions de vote. « Ils ont littéralement été sortis de la place publique », selon le spécialiste du conflit Ariel Ávila.
Des représentants du parti sont invités au Forum de São Paulo en 2018 mais la justice colombienne leur interdit de s'y rendre.
L'ancien guérillero Julian Conrado est élu maire de la municipalité de Turbaco (76 000 habitants) à l'issue des élections municipales de 2019. Le siège du parti à Bogotá fut frappé par un attentat durant la campagne électorale.